# Mélitidine
La mélitidine est un hétéroside de flavanone, le 7-O-néohespéridoside-6″-O-HMG  de la naringinine, qui appartient à la famille des diglycosides de flavonoïdes. Elle est présente dans la bergamote (C. bergamia) et le pamplemousse (C. maxima).

## Présence chez les agrumes
Son niveau dans l'extrait de bergamote est moyen : 8,25 ± 0,93 μmol/g poids sec. La mélitidine est aussi présente dans l'écorce de pamplemousse (C. maxima (L.) Osbeck) fermentée en milieu alcoolisé. On l'extrait par filtrage du jus de bergamote, elle est aussi présente dans l'albédo.
Les gènes responsables de la biosynthèse de la mélitidine chez le pamplemousse ont été identifiés (2023), l'abondance naturelle de la mélitidine est liée au niveau des acyltransférases spécifiques du  substrats amers.

### Pharmacologie
La mélitidine un principe actif anti-cholestérolémique et un antioxydant. Comme anti-cholestérolémique elle se comporte comme une statine, le mécanisme d'action (réduction de l'expression du gène PCSK9 dans les cellules HuH7) a été décrit (2023).
Des travaux italiens (2010) ont cherché une exploitation facile en mettant des extraits secs de peau de bergamote dans des sachets de thé, la température d'infusion de 65 °C donne le meilleur résultat.